# Cách mạng Công nghiệp

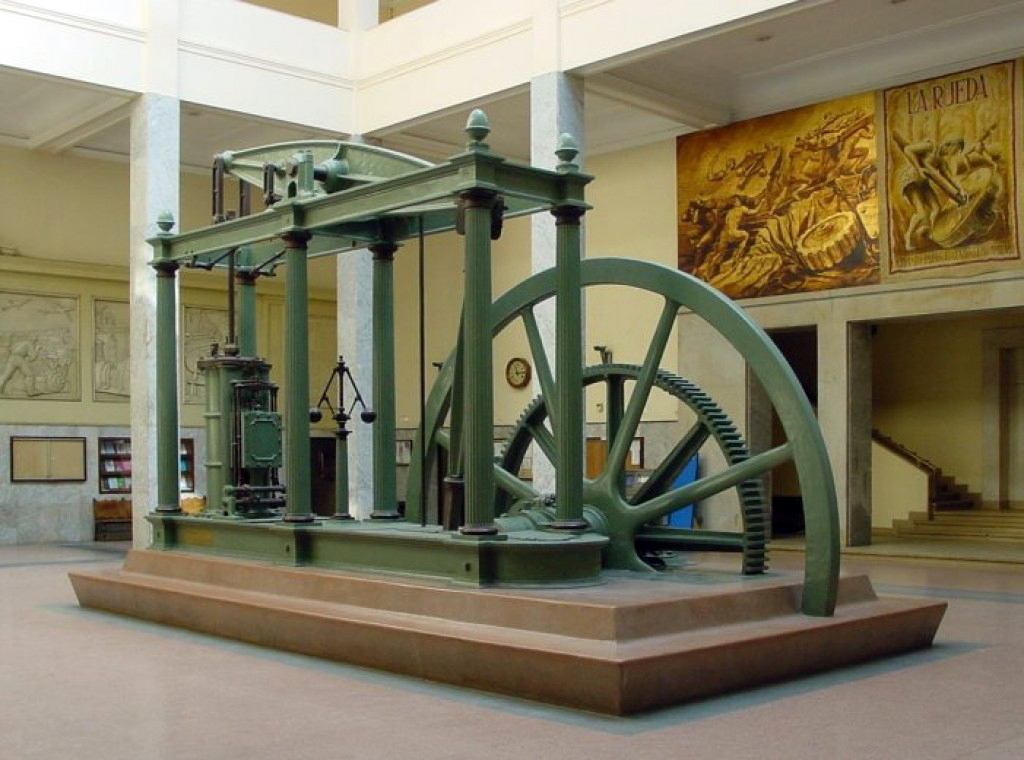
Mô hình động cơ hơi nước của James Watt. Sự phát triển máy hơi nước khơi mào cho cuộc cách mạng công nghiệp Anh.

Cuộc cách mạng công nghiệp hay còn gọi là Cách mạng công nghiệp lần thứ nhất là cuộc cách mạng trong lĩnh vực sản xuất; là sự thay đổi cơ bản các điều kiện kinh tế xã hội, văn hóa và kỹ thuật, xuất phát từ nước Anh sau đó lan tỏa ra toàn thế giới. Trong thời kỳ này, nền kinh tế giản đơn, quy mô nhỏ, dựa trên lao động chân tay được thay thế bằng công nghiệp và chế tạo máy móc quy mô lớn. Tên gọi "Cách mạng công nghiệp" thường dùng để chỉ giai đoạn thứ nhất của nó diễn ra ở cuối thế kỷ 18 và đầu thế kỷ 19. Giai đoạn hai hay còn gọi là Cách mạng công nghiệp lần thứ hai tiếp tục ngay sau đó từ nửa sau thế kỷ 19 đến đầu thế kỷ 20. Ảnh hưởng của nó diễn ra ở Tây Âu và Bắc Mỹ trong suốt thế kỷ 19 và sau đó là toàn thế giới.
Ý kiến về thời gian diễn ra Cách mạng công nghiệp lần thứ nhất không thống nhất, nhưng nói chung là ở nửa cuối thế kỷ 18 đến nửa đầu thế kỷ 19. Cuộc cách mạng công nghiệp lần thứ nhất bắt đầu với sự phát triển sản xuất hàng hóa của ngành công nghiệp dệt. Sau đó, với nhu cầu cung cấp máy móc và năng lượng cho công nghiệp dệt, các kỹ thuật gia công sắt thép được cải thiện và than đá sử dụng với khối lượng lớn. Thương mại mở rộng tạo điều kiện cho sự ra đời của kênh đào giao thông và đường sắt. Bên cạnh đó, đường giao thông được nâng cấp lớn cho hoạt động giao thương nhộn nhịp. Động cơ hơi nước sử dụng nhiên liệu than và máy móc dẫn động bằng cơ khí đã đưa đến gia tăng năng suất lao động đột biến. Sự phát triển các máy công cụ trong hai thập kỷ đầu của thế kỷ 19 tạo thuận lợi cho lĩnh vực chế tạo máy, phục vụ những ngành sản xuất khác.
Cách mạng công nghiệp lần thứ hai bắt đầu vào khoảng thập kỷ 1860, khi các tiến bộ kinh tế và kỹ thuật có được nhờ phát triển điện tín, điện thoại, đường sắt và việc áp dụng dây chuyền sản xuất hàng loạt. Đến cuối thế kỷ 19, động lực của Cách mạng công nghiệp lần 2 chủ yếu là động cơ đốt trong và máy móc sử dụng điện. Năm 1914, năm bắt đầu Thế chiến thứ nhất, giai đoạn thứ hai này kết thúc.
Cách mạng Công nghiệp lần thứ ba bắt đầu khoảng 1960, khi có các tiến bộ về hạ tầng điện tử, máy tính và công nghệ kĩ thuật số trên nền tảng là sự phát triển của chất bán dẫn, siêu máy tính (thập niên 1960), máy tính cá nhân (thập niên 1970 và 1980) và Internet (thập niên 1990). Cho đến cuối thế kỷ 20, quá trình này cơ bản hoàn thành nhờ những thành tựu khoa học công nghệ cao. Năm 1997, khi cuộc khủng hoảng tài chính châu Á nổ ra là bước đánh dấu giai đoạn thứ ba kết thúc.
Cách mạng Công nghiệp lần thứ tư bắt đầu vào đầu thế kỷ 21, tiếp sau những thành tựu lớn từ lần thứ 3 để lại, được hình thành trên nền tảng cải tiến của cuộc cách mạng số, với những công nghệ mới như in 3D, robot, trí tuệ nhân tạo, Internet of Things, S.M.A.C, công nghệ nano, sinh học, vật liệu mới,... Hiện tại cả thế giới đang ở trong giai đoạn đầu của cuộc cách mạng này và là chiến lược bản lề cho các nước đang phát triển tiến đến để theo kịp với xu hướng thế giới và mở ra bước ngoặt mới cho sự phát triển của con người.
Tác động của cách mạng công nghiệp là vô cùng sâu rộng. Không chỉ làm thay đổi đời sống con người, các cuộc cách mạng công nghiệp còn dẫn tới sự thay đổi toàn diện hình thái kinh tế – xã hội. Sau cách mạng công nghiệp lần thứ nhất, giai cấp tư sản đã tích lũy đủ tài sản và quyền lực, dẫn tới việc chủ nghĩa tư bản đã thắng thế chế độ phong kiến. Sau cách mạng công nghiệp lần thứ hai, các nhà máy lớn sản xuất theo dây chuyền đã thay thế các xưởng sản xuất nhỏ, dẫn tới việc chủ nghĩa tư bản độc quyền đã thay thế chủ nghĩa tư bản tự do cạnh tranh, đồng thời giai cấp công nhân và một số phong trào chính trị đi theo chủ nghĩa xã hội đã hình thành. Cách mạng Công nghiệp lần thứ ba dẫn tới sự ra đời của chủ nghĩa tư bản hiện đại. Cách mạng Công nghiệp lần thứ tư hứa hẹn sẽ làm thay đổi hình thái kinh tế - xã hội của nhân loại thêm một lần nữa.

## Điều kiện ra đời

### Nguyên nhân
Sau thời kỳ Thập tự chinh, những chiến binh trở về mang theo những vật phẩm quý giá và mới lạ với xã hội châu Âu thời bấy giờ như nước hoa, các loại gia vị mới, các sản phẩm bằng thép,... Việc này thúc đẩy việc trao đổi mua bán của các thương nhân châu Âu. Vào thế kỷ 15, kinh tế hàng hóa ở Tây Âu đã khá phát triển, nhu cầu về thị trường tăng cao. Giai cấp tư sản Tây Âu muốn mở rộng thị trường sang phương Đông, mơ ước tới những nguồn vàng bạc từ phương Đông.
Tại Tây Âu, tầng lớp quý tộc cũng tăng lên, do đó nhu cầu về các mặt hàng đặc sản, cao cấp có nguồn gốc từ phương Đông như tiêu, quế, trầm hương, lụa tơ tằm (dâu tằm tơ), ngà voi,... đã tăng vọt.
Trong khi đó, Con đường tơ lụa mà người phương Tây đã biết từ thời cổ đại lúc đó lại đang bị Đế quốc Ottoman theo đạo Hồi chiếm giữ khiến cho hoạt động giao thương của phương Tây không thể qua đây được, vì vậy chỉ có cách tìm một con đường đi mới trên biển.
Lúc đó người Tây Âu đã có nhiều người tin vào giả thuyết Trái Đất hình cầu. Họ cũng đã đóng được những con tàu buồm đáy nhọn, thành cao, có khả năng vượt đại dương, mỗi tàu lại đều có la bàn và thước phương vị, điều đó đã tăng thêm sự quyết tâm cho những thủy thủ dũng cảm.

### Những phong trào tri thức tại Châu Âu
Những phong trào tri thức tại Châu Âu đã tạo ra nền tảng kiến thức cho các cuộc cách mạng công nghiệp ở châu lục này.

### Những cuộc phát kiến địa lý lớn thế kỉ 15–16
Tây Ban Nha và Bồ Đào Nha là hai nước đi đầu trong phong trào phát kiến địa lý. Năm 1415 một trường hàng hải do Hoàng tử Henrique sáng lập và bảo trợ. Từ đó, hàng năm người Bồ Đào Nha tổ chức những cuộc thám hiểm men theo bờ biển phía tây châu Phi.
Năm 1486, đoàn thám hiểm Bồ Đào Nha do Bartolomeu Dias chỉ huy đã tới được cực nam châu Phi, họ đặt tên mũi đất này là mũi Hảo Vọng.
Năm 1497, Vasco da Gama đã dẫn đầu đoàn thám hiểm Bồ Đào Nha tới được Ấn Độ. Ông được phong làm Phó vương Ấn Độ
Người Tây Ban Nha lại đi tìm Ấn Độ theo hướng Mặt Trời lặn. Năm 1492, một đoàn thám hiểm do Cristoforo Colombo chỉ huy đã tới được quần đảo miền trung châu Mĩ, nhưng ông lại tưởng là đã tới được Ấn Độ. Ông gọi những người thổ dân ở đây là Indians. Sau này, một nhà hàng hải người Ý là Amerigo Vespucci mới phát hiện ra Ấn Độ của Colombo không phải là Ấn Độ mà là một vùng đất hoàn toàn mới đối với người châu Âu. Amerigo đã viết một cuốn sách để chứng minh điều đó. Vùng đất mới đó sau này mang tên America.
Năm 1519–1522, Ferdinand Magellan đã dẫn đầu đoàn thám hiểm Tây Ban Nha lần đầu tiên đi vòng quanh thế giới. Một hạm đội gồm 5 tàu với 265 người đã vượt Đại Tây Dương tới bờ biển phía đông của Nam Mỹ. Họ đã đi theo một eo biển hẹp gần cực nam châu Mỹ và sang được một đại dương mênh mông ở phía bên kia. Suốt quá trình vượt đại dương mênh mông đó, đoàn tàu buồm của Magellan hầu như không gặp một cơn bão đáng kể nào. Ông đặt tên cho đại dương mới đó là Thái Bình Dương. Magellan đã thiệt mạng ở Philippines do trúng tên độc của thổ dân. Đoàn thám hiểm của ông cũng chỉ có 18 người sống sót trở về được tới quê hương. 247 người thiệt mạng trên tất cả các vùng biển và các hòn đảo trên thế giới vì những nguyên nhân khác nhau. Những thành công lớn nhất mà chuyến đi đạt được là lần đầu tiên con người đã đi vòng quanh thế giới.

### Tác dụng của những cuộc phát kiến địa lý
Các nhà thám hiểm bằng những chuyến đi thực tế đầy dũng cảm của mình đã chứng minh cho giả thuyết Trái Đất hình cầu. Họ còn cung cấp cho các nhà khoa học rất nhiều hiểu biết mới về địa lý, thiên văn, hàng hải, sinh vật học,...
Sau những cuộc phát kiến này, một sự tiếp xúc giữa các nền văn hóa trên thế giới diễn ra do các cá nhân có nguồn gốc văn hóa khác nhau như các giáo sĩ, nhà buôn, những người khai phá vùng đất mới, những quân nhân...
Một làn sóng di cư lớn trên thế giới trong thế kỉ 16–18 với những dòng người châu Âu di chuyển sang châu Mĩ, châu Úc. Nhiều nô lệ da đen cũng bị cưỡng bức rời khỏi quê hương xứ sở sang châu Mĩ.
Hoạt động buôn bán trên thế giới trở nên sôi nổi, nhiều công ty buôn bán tầm cỡ quốc tế được thành lập.
Những cuộc phát kiến địa lý này cũng gây ra không ít hậu quả tiêu cực như nạn cướp bóc thuộc địa, buôn bán nô lệ da đen và sau này là chế độ thực dân.

### Thắng lợi của phong trào cách mạng tư sản (thế kỷ 16–18)
Sự phát triển của thị trường trên quy mô toàn thế giới đã tác động tới sự phát triển của nhiều quốc gia, trước hết là các nước bên bờ Đại Tây Dương, sự thay đổi về mặt chế độ xã hội sẽ diễn ra là điều tất yếu. Giai cấp tư sản ngày càng lớn mạnh về mặt kinh tế nhưng họ chưa có địa vị chính trị tương xứng, chế độ chính trị đương thời ngày càng cản trở cách làm ăn của họ. Thế kỉ 16-18 đã diễn ra nhiều cuộc cách mạng tư sản ở Tây Âu và Bắc Mỹ.
Bước chuyển đó đã được thực hiện qua hàng loạt những cuộc cách mạng tư sản như: Cách mạng tư sản Hà Lan (1566-1572), Cách mạng tư sản Anh (1640-1689), Chiến tranh giành độc lập ở Bắc Mỹ (1775–1783), Cách mạng tư sản Pháp (1789–1799),...
Các cuộc biến động xã hội đó tuy cách xa nhau về không gian, thời gian cũng cách xa nhau hàng thế kỉ nhưng đều có những nét giống nhau là nhằm lật đổ chế độ lạc hậu đương thời, tạo điều kiện cho kinh tế tư bản phát triển. Với sự thắng lợi của các cuộc cách mạng tư sản và sự ra đời của các quốc gia tư bản, công nghiệp thương nghiệp đã có điều kiện phát triển mạnh mẽ. Lịch sử nhân loại đang bước sang một giai đoạn văn minh mới.

## Khởi đầu của Cách mạng công nghiệp lần thứ nhất
Cuộc cách mạng công nghiệp được khởi đầu tại Anh với các nhà phát minh tiên phong đều là những người Anh.

### Điều kiện ra đời Cách mạng công nghiệp ở Anh
Phong trào Khai sáng tại Châu Âu đã sản sinh ra hàng loạt các nhà bác học nổi tiếng như Isaac Newton với những phát kiến vĩ đại trong toán học, vật lý học, hóa học, tự nhiên học tạo ra nền tảng tri thức cho các tiến bộ trong kỹ nghệ sản xuất.
Về tự nhiên, Anh có nhiều mỏ than, sắt và các mỏ này lại nằm gần nhau, điều đó rất thuận lợi về mặt kinh tế khi khởi đầu cuộc cách mạng công nghiệp. Các dòng sông ở Anh tuy không dài nhưng sức chảy khá mạnh, đủ để chạy các máy vận hành bằng sức nước. Hải cảng Anh thuận lợi để đưa hàng hóa đi khắp thế giới. Về nguyên liệu, Anh có thuận lợi là nguồn lông cừu trong nước và bông nhập từ Mỹ, đó là những nguyên liệu cần thiết cho ngành dệt.
Về mặt xã hội, giai cấp quý tộc Anh sớm tham gia vào việc kinh doanh và họ trở thành tầng lớp quý tộc mới, có quyền lợi gắn liền với tư sản, có cách nhìn của tư sản. Nhu cầu về lông cừu đã dẫn tới phong trào đuổi những người nông dân ra khỏi ruộng đất để các nhà quý tộc biến đất đai đó thành đồng cỏ nuôi cừu. Lực lượng nông dân bị dồn đuổi ra khỏi ruộng đất đã cung cấp một lượng lớn lao động cho các công trường thủ công ở các thành thị.
Về mặt kinh tế, Anh quốc có thể bóc lột tài nguyên từ các thuộc địa rộng lớn để làm nguồn vốn cho công nghiệp hóa, tiêu biểu là Ấn Độ. Nhà kinh tế học nổi tiếng Utsa Patnaik dựa trên dữ liệu chi tiết về thuế và mậu dịch thương mại trong gần hai thế kỷ, đã tính toán rằng thực dân Anh đã bòn rút khoảng 45.000 tỷ USD (theo thời giá năm 2017) của Ấn Độ trong giai đoạn 1765 đến 1938, lớn gấp 17 lần GDP của nước Anh năm 2017. Thuộc địa Ấn Độ đã phải cung phụng để nước Anh phát triển. Cuộc cách mạng công nghiệp tại Anh phụ thuộc lớn vào tài chính từ những phi vụ chiếm đoạt có hệ thống ở Ấn Độ..

### Thành tựu của Cách mạng công nghiệp
Năm 1733, John Kay đã phát minh ra "thoi bay" (flying shuttle). Phát minh này đã làm người thợ dệt không phải lao thoi bằng tay và năng suất lao động lại tăng gấp đôi.
Năm 1764, James Hargreaves đã chế được chiếc xe kéo sợi kéo được 16–18 cọc sợi một lúc, giúp tăng năng suất gấp 8 lần. Ông lấy tên con gái mình là Jenny để đặt cho máy đó.
Năm 1769, Richard Arkwright đã cải tiến việc kéo sợi không phải bằng tay mà bằng sức vật, sau này còn được kéo bằng sức nước.
Năm 1779, Samuel Crompton đã cải tiến máy với kỹ thuật cao hơn, kéo được sợi nhỏ lại chắc, vải dệt ra vừa đẹp vừa bền
Năm 1785, phát minh quan trọng trong ngành dệt là máy dệt vải của linh mục Edmund Cartwright. phát minh này đã tăng năng suất dệt lên tới 40 lần.
Phát minh trong ngành dệt cũng tác động sang các ngành khác. Lúc bấy giờ, các nhà máy dệt đều phải đặt gần sông để lợi dụng sức nước chảy, điều đó bất tiện rất nhiều mặt. Năm 1784, James Watt phụ tá thí nghiệm của trường Đại học Glasgow (Scotland) đã phát minh ra máy hơi nước. Nhờ phát minh này, nhà máy dệt có thể đặt bất cứ nơi nào. Không những thế phát minh này còn có thể coi là mốc mở đầu quá trình cơ giới hóa.
Ngành luyện kim cũng có những bước tiến lớn. Năm 1784, Henry Cort đã tìm ra cách luyện sắt "puddling". Mặc dù phương pháp của Henry Cort đã luyện được sắt có chất lượng hơn nhưng vẫn chưa đáp ứng được yêu cầu về độ bền của máy móc. Năm 1885, Henry Bessemer đã phát minh ra lò cao có khả năng luyện gang lỏng thành thép. Phát minh này đã đáp ứng được về yêu cầu cao về số lượng và chất lượng thép hồi đó.
Cách mạng cũng diễn ra trong ngành giao thông vận tải. Năm 1814, Stephenson phát minh ra chiếc đầu máy xe lửa đầu tiên chạy bằng hơi nước. Đến năm 1829, vận tốc xe lửa đã lên tới 14 dặm/giờ. Thành công này đã làm bùng nổ hệ thống đường sắt ở châu Âu và châu Mỹ.
Năm 1807, Robert Fulton đã chế ra tàu thủy chạy bằng hơi nước thay thế cho những mái chèo hay những cánh buồm.

### Những hệ quả của Cách mạng công nghiệp
Nhiều khu công nghiệp xuất hiện, dân tập trung ra các thành thị ngày một nhiều dẫn tới quá trình đô thị hóa thời cận đại. Nhiều đô thị với dân số trên 1 triệu người dần hình thành.
Làm chuyển biến nền sản xuất nhỏ thủ công sang sản xuất lớn bằng máy móc, nâng cao năng suất lao động, làm ra khối lượng sản phẩm lớn cho xã hội.
Giai cấp vô sản cũng ngày càng phát triển về số lượng. Với điều kiện sống cực khổ lúc đó, mỗi ngày lại phải làm việc từ 14 đến 16 giờ, họ bị bóc lột nặng nề được trả đồng lương chết đói, điều kiện ăn ở tồi tàn nên những cuộc đấu tranh của giai cấp công nhân đã sớm nổ ra.
Năm 1811–1812, ở Anh đã nổ ra phong trào đập phá máy móc. Đó là một biểu hiện đấu tranh bộc phát.
Bãi công là một hình thức đấu tranh phổ biến của giai cấp vô sản. Nhiều cuộc bãi công cũng đã nổ ra. Ở Anh, 1836–1848 còn nổ ra phong trào Hiến chương.
Quyết liệt hơn, ở Pháp, Đức còn nổ ra những cuộc khởi nghĩa. Năm 1831–1834 tại Lyon (Pháp) và Silesia (Đức) đã nổ ra những cuộc khởi nghĩa. Những cuộc đấu tranh này chứng tỏ giai cấp vô sản đang trở thành lực lượng chính trị độc lập, đòi hỏi thay đổi sự thống trị của giai cấp tư sản.
Tại các thuộc địa, người dân bản xứ cũng bị giới chủ tư bản tại các nước chính quốc (Anh, Pháp) bóc lột nặng nề. Trong toàn bộ lịch sử 200 năm cai trị của Anh tại Ấn Độ, hầu như không có sự gia tăng thu nhập bình quân đầu người. Trong nửa cuối thế kỷ 19, thu nhập bình quân của dân Ấn Độ đã giảm một nửa. Tuổi thọ trung bình của người Ấn giảm 20% từ năm 1870 đến 1920. Hàng chục triệu người đã chết đói do chính sách mà thực dân Anh gây ra.
Ngoài ra cách mạng công nghiệp còn gây ra một số hệ quả tiêu cực như: Bùng nổ dân số, ô nhiễm môi trường, giai cấp tư sản bóc lột sức lao động của giai cấp vô sản nên đã gây ra mâu thuẫn giữa hai giai cấp này

### So sánh

#### - Sản xuất công nghiệp:
+ Là làm mọi sản phẩm, mọi mặt hàng đều được sản xuất bằng máy móc. Có nhân công để điều hành máy móc, mang lại nhiều năng xuất hơn sản xuất thủ công.

#### - Sản xuất thủ công:
+ Là mọi sản phẩm, mọi mặt hàng đều được sản xuất bằng tay. Dùng tay và các công cụ giản đơn, thô sơ để lao động, sản xuất. Có các thợ thủ công làm việc theo lối thủ công, ít năng suất hơn sản xuất công nghiệp.

### Cách mạng công nghiệp lần thứ nhất
Cách mạng công nghiệp lần thứ nhất diễn ra từ những năm 60 của thế kỷ XVIII đến và kết thúc vào những năm 40 của thế kỷ XIX ở châu Âu và Bắc Mỹ. Đó là thời kỳ mà hầu hết nông nghiệp, xã hội nông thôn đã trở thành công nghiệp và đô thị. Ngành công nghiệp sắt và dệt, cùng với sự phát triển của động cơ hơi nước, đóng vai trò trung tâm trong Cách mạng Công nghiệp.

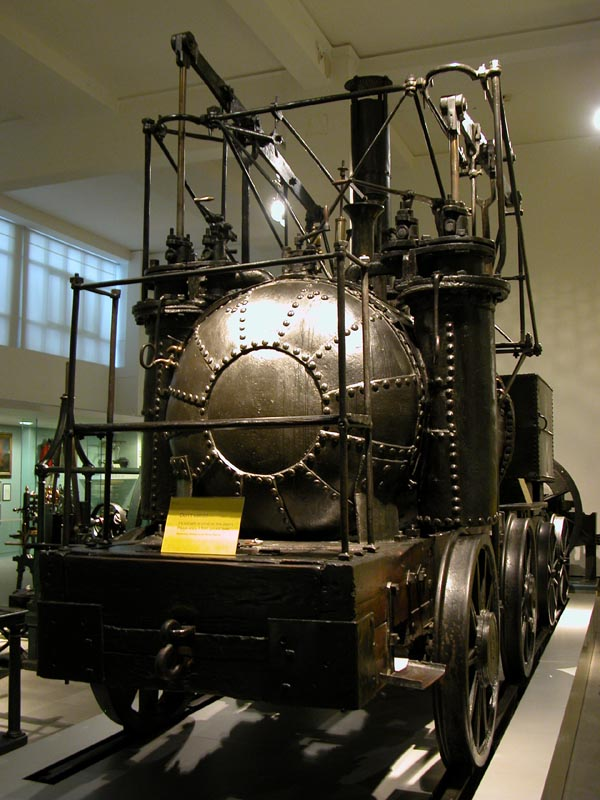
Hình ảnh của Puffing Billy động cơ hơi nước lấy trong bảo Tàng Khoa học ở London.

### Cách mạng công nghiệp lần thứ 2
Cách mạng công nghiệp lần thứ hai diễn ra từ năm 1870 đến năm 1914, ngay trước Thế chiến I. Đó là giai đoạn tăng trưởng của các ngành công nghiệp đã có từ trước và mở rộng các ngành mới, như thép, dầu, điện, và sử dụng điện để sản xuất hàng loạt. Các tiến bộ kỹ thuật chủ yếu trong giai đoạn này bao gồm điện thoại, bóng đèn, đĩa hát và động cơ đốt trong,...

### Cách mạng công nghiệp lần thứ 3
Cuộc cách mạng công nghiệp lần thứ ba, tạm được xem là cuộc cách mạng kỹ thuật số, đề cập đến sự tiến bộ của công nghệ từ các thiết bị cơ điện tử tương tự sang công nghệ số ngày nay. Kỷ nguyên bắt đầu vào những năm 1980 và vẫn đang diễn ra. Những tiến bộ trong Cuộc Cách mạng Công nghiệp lần thứ ba bao gồm máy tính cá nhân, internet và công nghệ thông tin và truyền thông (ICT).Tiến bộ trong Cách mạng Công nghiệp lần thứ ba bao gồm các máy tính cá nhân, internet, công nghệ thông tin và mạng xã hội.

### Cách mạng công nghiệp lần thứ 4

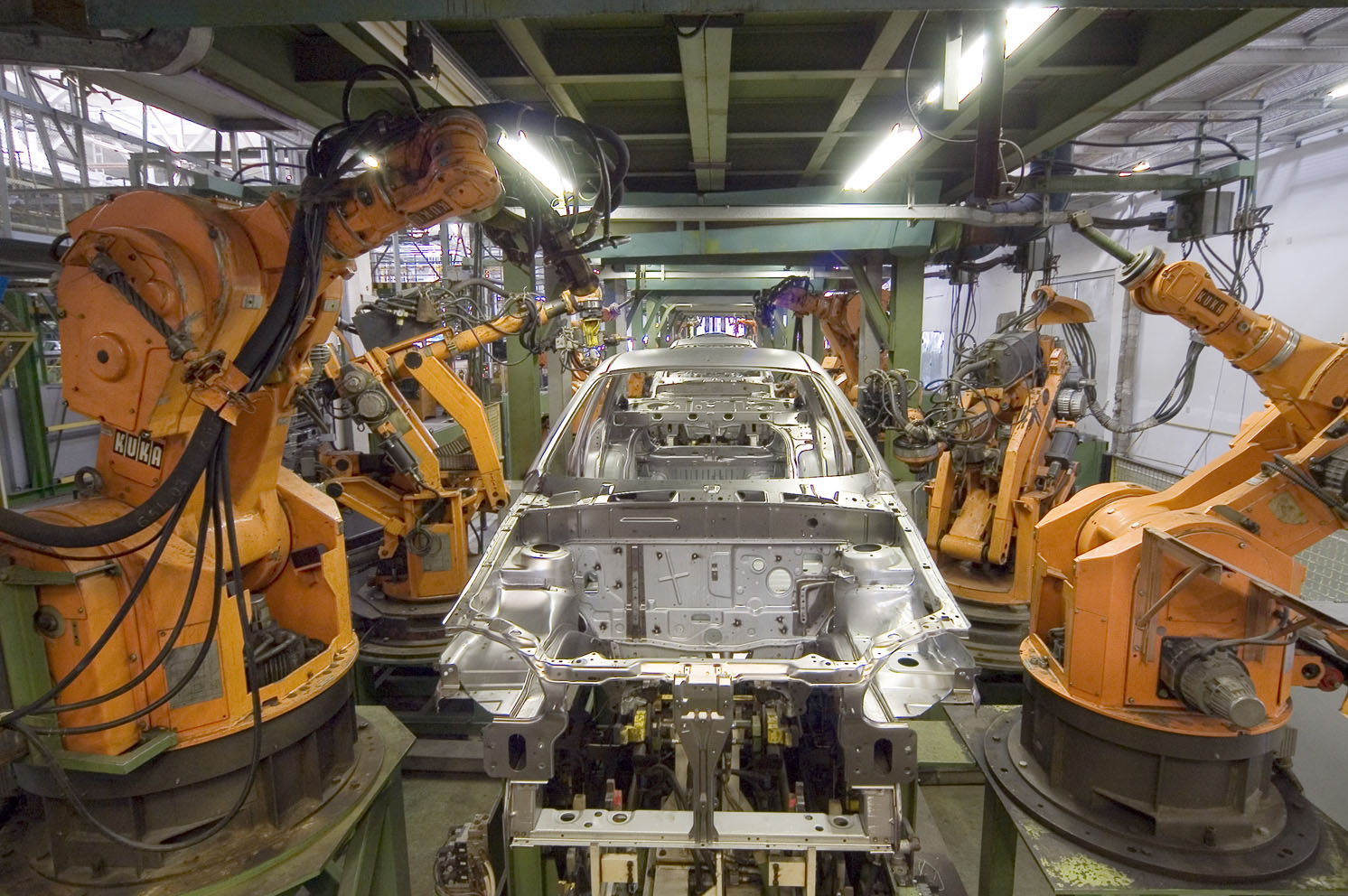
1983, Robot Công nghiệp KUKA IR160/60, 601/60

Cách mạng công nghiệp lần thứ tư được xây dựng dựa trên những Kỹ thuật số, cuộc cách Mạng, đại diện cho những cách mới công nghệ trở nên nhúng trong xã hội và ngay cả cơ thể con người. Cách mạng công nghiệp lần thứ tư được đánh dấu bởi công nghệ mới đột phá trong một số trường, bao gồm cả robotics, trí thông minh nhân tạo, công nghệ nano, công nghệ sinh học, Internet Vạn Vật, in 3D và xe tự lái.
Trong cuốn sách của mình mang tên "Cuộc Cách mạng Công nghiệp lần thứ tư" của Giáo sư Klaus Schwab, người sáng lập và Chủ tịch điều hành Diễn đàn Kinh tế Thế giới đã mô tả cuộc cách mạng lần thứ tư này khác biệt cơ bản với ba lần trước, đặc trưng chủ yếu là những tiến bộ trong công nghệ. Các công nghệ này có tiềm năng tiếp tục kết nối hàng tỷ người trên web, cải thiện đáng kể hiệu quả kinh doanh và tổ chức, giúp tái tạo môi trường tự nhiên bằng cách quản lý tài sản tốt hơn.

"Làm chủ cuộc cách mạng công nghiệp lần thứ tư" là chủ đề của Hội nghị thường niên Diễn đàn Kinh tế Thế giới năm 2016 tại Davos-Klosters, Thụy Sĩ.

## Phát minh khoa học kỹ thuật
Vào thế kỷ 17 và 18, khoa học đã đạt được những thành tựu lớn đặc biệt trong các ngành thiên văn, vật lý, hóa học, y học, sinh học, toán học
Người phát triển và ủng hộ tính đúng đắn của học thuyết Copernicus là nhà bác học Đức, Johannes Kepler. Kepler đã đưa ra 3 định luật về sự chuyển động của các thiên thể. Định luật thứ nhất, ông khẳng định Trái Đất chuyển động quanh Mặt Trời, không những thế ông còn xác định được quỹ đạo chuyển động của nó không phải là đường tròn mà là hình elíp. Định luật thứ hai, Kepler chứng minh vận tốc chuyển động của hành tinh tăng lên khi đang tới gần Mặt Trời và giảm dần khi nó chuyển động xa Mặt Trời. Định luật thứ ba, ông đã xác lập được công thức toán học giữa thời gian cần để hành tinh chuyển động hết một vòng quanh Mặt Trời và khoảng cách giữa nó với Mặt Trời.
Galileo Galilei, một nhà thiên văn học người Ý đã chế tạo ra kính thiên văn để quan sát bầu trời. Galilei cũng là người ủng hộ nhiệt tình học thuyết Copernicus. Ông còn là người trực tiếp làm thực nghiệm về sự rơi tự do trên tháp nghiêng Piza. Có thể nói Galilei là người tiến hành hàng loạt thí nghiệm một cách có hệ thống. Vì vậy, sau này người ta coi Galilei là cha đẻ của phương pháp thực nghiệm khoa học.
Một nhà vật lý người Anh, William Gilbert trong một quyển sách xuất bản năm 1600 đã giải thích Trái Đất như một cục nam châm khổng lồ tạo ra một từ trường (nhưng không mạnh), điều đó làm kim la bàn chỉ xoay về hướng Bắc. Ông còn nghiên cứu về hiện tượng tĩnh điện. Ông thấy rằng không chỉ có hổ phách khi bị chà xát mới hút các vật nhẹ mà có những thứ khác như thủy tinh,... cũng có tính chất như vậy. Ông gọi đó là "hiện tượng hổ phách" - electric (từ electron theo tiếng Hy Lạp có nghĩa là "hổ phách").
Isaac Newton là một nhà bác học người Anh, ông được coi là nhà vật lý vĩ đại nhất của thế kỉ 18. Đóng góp vĩ đại nhất của Newton nằm trong 3 định luật mang tên ông mà nổi bật là định luật Vạn vật hấp dẫn. Có thể coi Newton là hòn đá tảng của nền vật lý cổ điển. Tác phẩm vĩ đại của Newton là Các nguyên lý toán học của triết học tự nhiên.
Về hóa học, Joseph Priestley là một luật sư người Anh đã khám phá ra oxy.
Y học cũng có nhiều tiến bộ. Andreas Vesalius, một nhà khoa học người Bỉ đã cho in cuốn sách về cấu trúc cơ thể người. Để viết được cuốn sách này, ông đã phải nghiên cứu rất nhiều tử thi. Ông phê phán những người chỉ biết vùi đầu vào những cuốn sách của các nhà y học thời cổ đại.
William Harvey, một nhà sinh lý người Anh đã nghiên cứu rất nhiều về hệ tuần hoàn của chim, cá, ếch. Ông đã mô tả về hệ tuần hoàn máu trong cơ thể người qua quyển sách Tiến hành giải phẫu đối với sự chuyển động của tim và máu trong cơ thể loài vật.
Vào thế kỷ 19, cuộc cách mạng tri thức trong thế kỷ 18 đã tạo điều kiện cho những tiến bộ ở những thế kỷ sau đó.
John Dalton, một giáo viên người Anh cho rằng mọi vật chất đều cấu tạo bởi các nguyên tử. Nguyên tử của các chất khác nhau thì có khối lượng khác nhau. Các nguyên tử hợp thành từng đơn vị (bây giờ ta gọi là phân tử). Ông còn miêu tả chúng bằng những công thức hóa học.
Một phát minh vĩ đại về mặt hóa học là Bảng hệ thống tuần hoàn năm 1869 của Dmitri Mendeleev, một nhà hóa học Nga. Ông đã sắp xếp các chất hóa học thành từng nhóm theo khối lượng riêng, tính chất riêng của chúng. Ông còn dự đoán một số chất mà loài người sẽ phát hiện ra để lấp vào chỗ trống trong bảng tuần hoàn của ông với một sự chính xác đáng kinh ngạc.
Năm 1800, Alessandro Volta (Ý) đã chế tạo ra pin do tác động của hoạt động hóa học. Năm 1831, Michael Faraday đã chứng minh dòng điện sẽ xuất hiện khi ta di chuyển ống dây qua một từ trường. Phát minh của Faraday đã tạo cơ sở cho việc chế tạo ra máy phát điện sau này.
Năm 1860 James Clerk Maxwell, một nhà khoa học người Scotland, đã đưa ra lý thuyết giải thích ánh sáng bản chất cũng là một dạng của sóng điện từ mà trong khoảng mắt người nhìn thấy được. Tới năm 1885, Heinrich Hertz đã chứng minh được tốc độ khác nhau của các loại sóng điện từ khác nhau. Sau này người ta lấy tên Hertz để đặt cho đơn vị đo chu kỳ.
Năm 1895, một nhà khoa học người Đức khác là Wilhelm Röntgen đã tạo ra một loại tia có thể đâm xuyên qua các vật thể rắn, ánh sáng không thể xuyên qua được. Ông gọi đó là tia X.
Năm 1898, hai nhà bác học Pierre Curie và Marie Curie đã tinh chế được chất radium và phát hiện ra tính phóng xạ của nó.
Về mặt thông tin, phát minh quan trọng phải kể tới là năm 1876 Alexander Graham Bell đã phát minh ra máy điện thoại đầu tiên. 1879 Thomas A. Edison đã có những cải tiến vượt bậc cho các bằng sáng chế trước đó về bóng đèn dây tóc, nhờ đó mà lần đầu tiên, con người đã có thể dùng điện để thắp sáng các bóng đèn. Cũng vào thời điểm này, Nikola Tesla đã có rất nhiều phát minh mang tính cách mạng trong lĩnh vực điện từ trường, chế tạo các máy phát điện xoay chiều, các loại động cơ điện nhiều pha, đồng thời đặt nền móng cho việc truyền tải và phân phối điện xoay chiều sau này. Ông cũng là người đi tiên phong trong việc nghiên cứu về radio và tia X.
Về mặt kĩ thuật, đầu thế kỉ 19 khí đốt và gas đã được người Anh và Pháp đưa vào phục vụ cuộc sống. 1897 một kĩ sư người Đức là Rudolf Diesel đã chế ra một loại động cơ đốt trong không cần bugi, sử dụng dầu cặn nhẹ. Động cơ Diesel chính là mang tên ông.
Về y học, phát minh quan trọng của thế kỉ 19 phải kể tới Louis Pasteur, ông đã đế ra cách ngừa bệnh mới là sử dụng vaccine.
Về sinh học, phát minh quan trọng của thế kỉ 19 phải kể tới Charles Darwin. Năm 1859 Darwin đã cho ra đời tác phẩm Nguồn gốc các loài qua con đường chọn lọc tự nhiên. Trong tác phẩm đó ông trình bày 3 ý tưởng chủ yếu: đấu tranh sinh tồn, chọn lọc tự nhiên, sự tồn tại của giống thích ứng với môi trường tốt nhất đã trở thành cơ sở của học thuyết tiến hóa cổ điển.
Về di truyền học, Gregor Mendel (Áo) đã đưa ra học thuyết chứng minh sự di truyền những phẩm chất của thế hệ trước cho thế hệ sau qua những phân tử cực nhỏ, mà sau này được gọi là gene.
Về tâm lý học, cuối thế kỷ 19 có hai phát minh quan trọng là của Ivan Pavlov và Sigmund Freud. Pavlov đã phát hiện ra phản xạ có điều kiện. Thử nghiệm của Pavlov đã giải thích nhiều hành vi của con người không giải thích được bằng lý trí, thực tế chỉ là sự phản ứng máy móc trước các kích thích đã trở thành tập tính. Còn học thuyết của Freud thì giải thích nhiều hành động của con người xuất phát từ những nhu cầu, ước muốn tiềm ẩn. Freud đã tạo ra ngành phân tâm học.

## Phát minh học thuyết chính trị
Vào thế kỷ 19 ra đời học thuyết về quyền tự do cá nhân và quốc gia dân tộc.
Những cuộc cách mạng tư sản đã tạo điều kiện giải phóng con người khỏi những sự kiềm chế độc đoán của chế độ phong kiến. Con người ngày càng có ý thức về quyền tự do của các cá nhân và quyền bình đẳng giữa các dân tộc. Trong điều kiện như vậy, những học thuyết về quyền tự do cá nhân và quyền của các dân tộc đã được hình thành.
Về quyền tự do cá nhân phải kể tới những tư tưởng của John Stuart Mill qua tác phẩm Luận về tự do. Mill đã nêu lên nguyên tắc là cá nhân có thể làm bất cứ điều gì miễn là không hại tới người khác, không ảnh hưởng tới quyền tự do của người khác. Trong thực tế cuộc sống, việc thực hiện nguyên tắc này còn phụ thuộc rất nhiều vào trình độ dân trí và sự nghiêm minh của pháp luật.
Alexis de Tocqueville thì viết tác phẩm Nền dân chủ Hoa Kỳ. Qua tác phẩm này, ông cho rằng trào lưu dân chủ đang lên là không thể nào ngăn cản được. Ông ca ngợi tinh thần dân chủ, sự thành công và sức mạnh vật chất của nước Mỹ, nhưng ông cũng đồng thời phê phán tính cách thiếu tế nhị, ngạo mạn, thực dụng của nền văn hóa Mỹ theo cách nhìn của người Pháp.
Về quyền của các dân tộc thì lại có hai xu hướng trái ngược nhau. Xu hướng thứ nhất cho rằng mỗi dân tộc đều có quyền chọn cách sống riêng cho dân tộc mình, không dân tộc nào khác có quyền xâm phạm. Nhà ái quốc người Ý Giuseppe Mazzini đã để cả cuộc đời mình kiên quyết đấu tranh bảo vệ quan điểm này. Các cuộc đấu tranh của những nhà yêu nước ở vùng Balkan chống lại sự thống trị của ngoại bang cũng là một cách bảo vệ quan điểm đó.
Xu hướng thứ hai thì ngược lại, một số nhà lý luận của các dân tộc lớn thì cho là dân tộc mình siêu đẳng hơn, có sứ mệnh phải giúp các dân tộc khác khai hóa văn minh, chỉ bảo cho các dân tộc kém hơn cách sống hợp lý. Họ còn lợi dụng học thuyết của Darwin về cạnh tranh sinh tồn để áp dụng vào xã hội. Lý luận này được giới thực dân rất ủng hộ vì nó chứng minh cho sự "cần thiết" của các cuộc chiến tranh xâm lược các vùng đất chưa phát triển.
Tư tưởng về chủ nghĩa xã hội đã xuất hiện từ thế kỉ 16 với tác phẩm về Utopia của Sir Thomas More, tư tưởng này phản ánh ước mơ một xã hội công xã nông thôn thanh bình dựa trên nền sản xuất nông nghiệp kết hợp với thủ công nghiệp. Các nhà tư tưởng chủ nghĩa xã hội của thế kỉ 19 đã thấy sự tất yếu của một xã hội công nghiệp. Từ đó họ nảy sinh tư tưởng xây dựng một hạn chế bóc lột, hạn chế sự cách biệt giàu nghèo, khắc phục những mặt tiêu cực của xã hội tư bản. Tiêu biểu cho các nhà xã hội chủ nghĩa không tưởng của thế kỉ 19 là Saint Simon, Charles Fourier và Robert Owen.
Saint Simon nhận thấy mâu thuẫn giữa các nhà một bên là các nhà tư sản giàu có và một bên là những người làm thuê rất nghèo khổ. Ông chủ trương xây dựng một xã hội mới do "những nhà công nghiệp sáng suốt" điều hành, trong đó mọi người đều lao động theo kế hoạch và được hưởng thụ bình đẳng. Để xây dựng một xã hội như vậy, ông chủ trương thuyết phục các nhà tư bản chứ không theo con đường bạo lực cách mạng.
Charles Fourier cũng phê phán sự bất công của xã hội tư bản, ông vạch rõ "sự nghèo khổ sinh ra từ bản thân sự thừa thãi". Ông vạch ra dự án xây dựng các công xã Falange trong đó mọi người đều lao động, coi lao động là nguồn vui. Trong các công xã có sự kết hợp giữa công nghiệp với nông nghiệp. Sự hưởng thụ sản phẩm được chia theo tỉ lệ: 5/12 cho lao động, 4/12 cho tài năng, 3/12 cho những người góp vốn xây dựng Falange. Ông kêu gọi những người giàu có góp vốn xây dựng Falange, nhưng lời kêu gọi của ông chẳng được ai đáp lại.
Robert Owen vốn xuất thân từ một người làm thuê, biết làm ăn và trở thành ông chủ. Ông đã bỏ vốn của mình ra làm gương, xây dựng một cơ sở làm ăn. Trong cơ sở của Owen tài sản được coi là của chung, mọi người đều cùng làm việc mỗi ngày là 10 giờ, có nhà trẻ cho công nhân nữ gửi con nhỏ, lợi nhuận làm ra được thì chia công bằng,... Việc làm đó của ông sau này đã bị thất bại vì sản phẩm của xưởng ông làm ra không đủ sức cạnh tranh trên thị trường. Ông bỏ sang Mỹ thí nghiệm ý tưởng của mình lần nữa nhưng cũng thất bại và cuối cùng phải bỏ về Anh trong cảnh nghèo khó.
Học thuyết của các nhà chủ nghĩa xã hội không tưởng đầy tính nhân đạo nhưng đều thất bại khi đem ra thi hành. Nói như chúng ta ngày nay là thiếu tính khả thi. Tuy vậy, những tư tưởng của họ đã ảnh hưởng quan trọng tới sự ra đời học thuyết về chủ nghĩa xã hội khoa học sau này do Karl Marx xây dựng.
Kark Marx và Friedrich Engels đã xây dựng về học thuyết chủ nghĩa xã hội khoa học qua tác phẩm Tuyên ngôn của Đảng Cộng sản xuất bản tháng 2 năm 1848.
Trong Tuyên ngôn Marx và Engels đã chứng minh lịch sử loài người là lịch sử của sự phát triển của các hình thái kinh tế xã hội nối tiếp thay thế nhau, xã hội sau sẽ tạo ra năng suất lao động cao hơn xã hội trước. Đấu tranh giai cấp là động lực phát triển trong xã hội có giai cấp. Đấu tranh giai cấp của giai cấp vô sản sẽ dẫn tới sự xuất hiện một xã hội mới công bằng hơn, tiến bộ hơn. Giai cấp công nhân, tổ chức ra chính đảng của mình lãnh đạo một cuộc cách mạng vô sản, tiến lên xây dựng chính quyền của mình và thiết lập mối quan hệ giữa công nhân các nước theo tinh thần quốc tế vô sản.
Đầu thế kỉ 20, Vladimir Ilyich Lenin đã phát triển thêm lý luận của Marx và Engels và vận dụng lý luận đó vào hoàn cảnh nước Nga, chỉ đạo phong trào đấu tranh ở Nga đi tới thắng lợi của cuộc Cách mạng tháng Mười Nga năm 1917.

## Thành tựu văn học nghệ thuật

### Văn học
Lịch sử thời cận đại đã được văn học châu Âu phản ánh một cách sinh động, đặc biệt là văn học Pháp.
Sau thất bại của Napoléon Bonaparte và sự phục hồi tạm thời của các thế lực bảo hoàng, ở Pháp đã xuất hiện một dòng văn học lãng mạn thể hiện sự nuối tiếc một thời vàng son đã qua của giới quý tộc. Đại biểu cho trào lưu này là François-René de Chateaubriand.
Victor Hugo là một nhà văn tiêu biểu cho trào lưu lãng mạn tiến bộ. Ông thể hiện sự thông cảm với những người nghèo khổ qua các tác phẩm Những người khốn khổ, Nhà thờ Đức bà Paris. Qua các tác phẩm, Hugo thể hiện lòng khát khao muốn vươn tới một xã hội tốt đẹp, công bằng và chan chứa tình nhân đạo.
Xã hội tư bản khắc nghiệt, tàn bạo cũng đã được phản ánh qua dòng văn học hiện thực mà tiêu biểu là Honoré de Balzac. Những tác phẩm tiêu biểu của ông như Eugénie Grandet, Miếng da lừa,... và nhiều tác phẩm khác. Những tác phẩm đó của Balzac đã được tập hợp trong bộ Tấn trò đời. Những tác phẩm như Đỏ và đen của Stendhal, Viên mỡ bò của Guy de Maupassant cũng phản ánh xã hội tư bản đầy bất công, tàn bạo.
Văn học Nga của thế kỉ 19 cũng có những đóng góp quan trọng với các tác phẩm như Chiến tranh và hoà bình của Lev Nikolayevich Tolstoy. Những nhà văn tên tuổi khác của nền văn học Nga thế kỉ 19 phải kể tới là Ivan Sergeyevich Turgenev, Nikolai Vasilevich Gogol, Fyodor Mikhailovich Dostoevsky, Bielixki...

### Nghệ thuật
Âm nhạc thời cận đại thế kỷ 18 với sự đóng góp của những nhạc sĩ lớn như Johann Sebastian Bach, Wolfgang Amadeus Mozart, thì đến thế kỷ 19 có sự đóng góp vĩ đại của Ludwig van Beethoven, Frédéric Chopin...
Hội họa theo xu hướng lãng mạn thường đi tìm những phương trời xa lạ. Danh họa Eugène Delacroix) thường vẽ những kị sĩ Ả Rập, những cuộc đi săn. Đến cuối thế kỉ 19, danh họa người Tây Ban Nha Francisco Goya đã vẽ những cảnh tàn khốc trong cuộc chiến tranh chống Napoléon.
Điêu khắc thế kỷ 19 không để lại nhiều tác phẩm như thời Phục Hưng. Nhà điêu khắc Frédéric Bartholdi đã hoàn thành bức tượng Nữ thần Tự do để Chính phủ Pháp gửi tặng nước Mỹ. Một phiên bản nhỏ, cao gấp 1,5 lần người thật của bức tượng này cũng được đặt tại Hà Nội ở một công viên Vườn hoa Bà Đầm, tiếc rằng phiên bản này ngày nay không còn nữa. Chúng ta chỉ còn thấy dấu vết qua đồng 50 xu tiền Đông Dương xưa kia.
Khải Hoàn Môn ở Paris và nhiều dinh thự ở Paris cũng còn giữ lại được một số tác phẩm điêu khắc giá trị của thế kỷ 19.
Kiến trúc Âu – Mỹ của thế kỷ 19 rất đa dạng, thể hiện một sự giao lưu văn hóa rộng mở. Nét mới về kiến trúc giai đoạn này là quan điểm hiện thực xâm nhập vào kiến trúc qua các vật liệu mới như thép, bê tông, kính dày. Một nhà kiến trúc Louis Sulivan đã đưa vào các công trình kiến trúc tư tưởng công năng. Theo ông, các công trình kiến trúc phải được thiết kế phù hợp với chức năng của chúng. Chẳng hạn một ngân hàng hiện đại không thể giống một đền đài tôn giáo, một thương xá không thể giống một lâu đài trung cổ. Đặc biệt là kiến trúc hành chính thời kì này thể hiện một phong cách rõ rệt mà tiêu biểu là tòa nhà Quốc hội Mỹ (1793-1851) và tòa nhà Quốc hội Anh (1840-1865).
Thế kỷ 19 đã đánh dấu bước ngoặt căn bản chuyển từ lao động bằng tay sang lao động bằng máy. Loài người đã chuyển từ nền văn minh nông nghiệp sang nền văn minh công nghiệp. Nền văn minh công nghiệp đã tạo ra cách nhìn mới, kéo theo những biến đổi lớn về chính trị, văn hóa, xã hội. Loài người bước vào một giai đoạn mới của văn minh nhân loại.